# 欣澳駅
欣澳駅（きんおうえき）は香港新界荃湾区にある、香港鉄路（MTR）東涌線と迪士尼線の駅である。

## 歴史
- 2005年
  - 6月1日 - 東涌線の駅が開業。
  - 8月1日 - 迪士尼線が開通し当駅に接続。

## 駅構造
凱達環球によって施工された地上駅。ユニークなデザインをしている当駅は2005年には香港建築師学会功労賞、2006年には環保建築専業議会による環保建築賞、2008年には《商業週刊／建築記錄雜誌》が発行した中国のベストグリーン賞を受賞した。
ホームは単式ホーム1面1線と島式ホーム1面2線の計2面3線を有しており、可動式ホーム柵完備。駅舎は単式ホーム（2番線 東涌線香港方面）側にあり、島式ホーム（1・3番線 東涌線東涌・迪士尼線迪士尼方面）ホームとは跨線橋により連絡している。東涌線の線路の間に機場快線の通過線が2線ある。トイレは1・3番線ホーム上の東寄り（香港・迪士尼寄り）にある。
元々は東涌線開業時の非常用待避施設を前身とし、駅開業とともに旅客ホームが設置された。副本線と本線の間の構造物がその名残となる。

### のりば
| 相対式ホーム         |                       |
| ➋番線                | ■東涌線 香港方面→     |
| ■機場快線 (通過線)→  |                       |
| ← ■機場快線 (通過線) |                       |
| ➊番線                | ←■東涌線 東涌方面     |
| 島式ホーム           |                       |
| ➌番線                | ■迪士尼線 迪士尼方面→ |

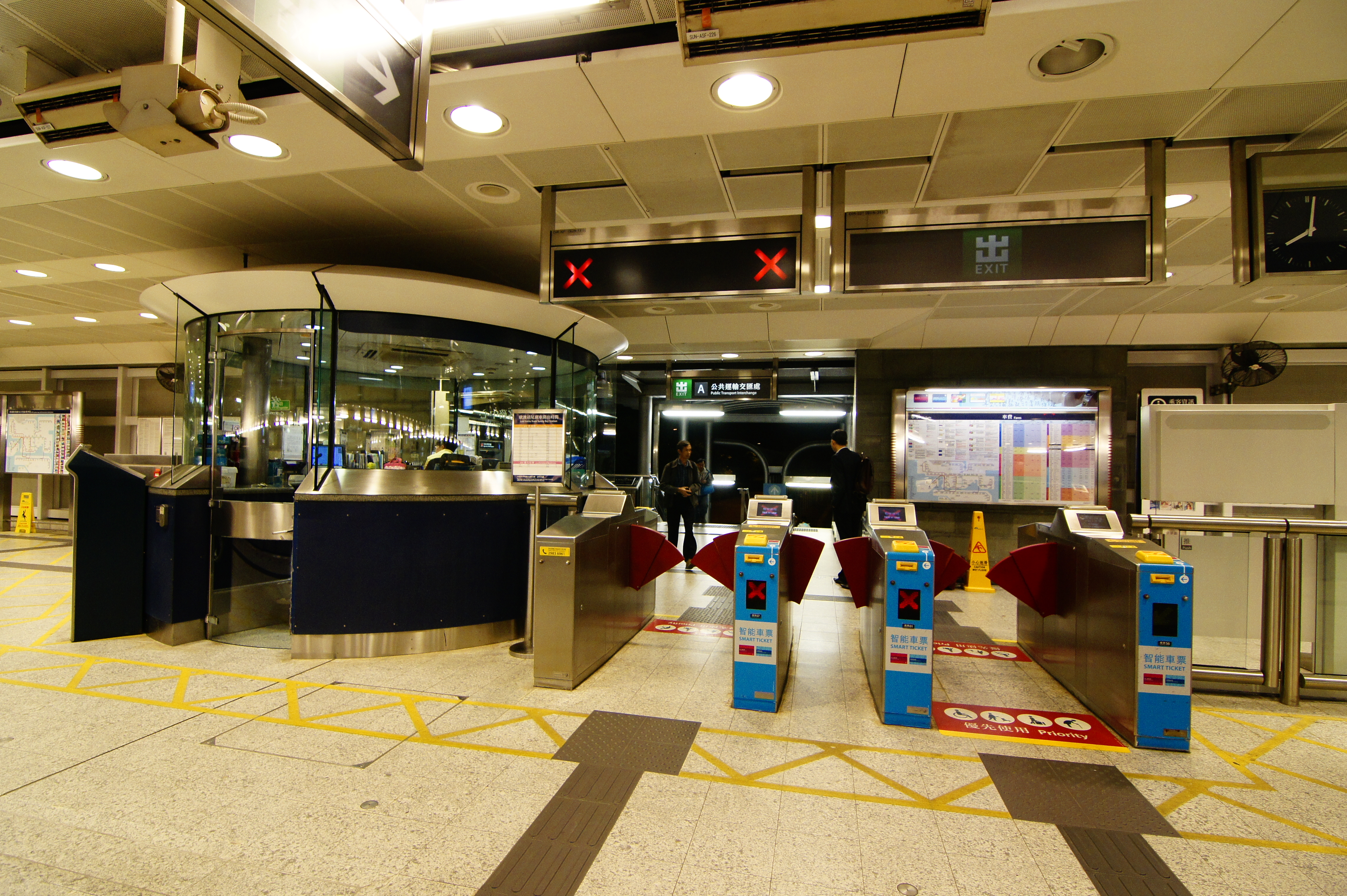
改札口
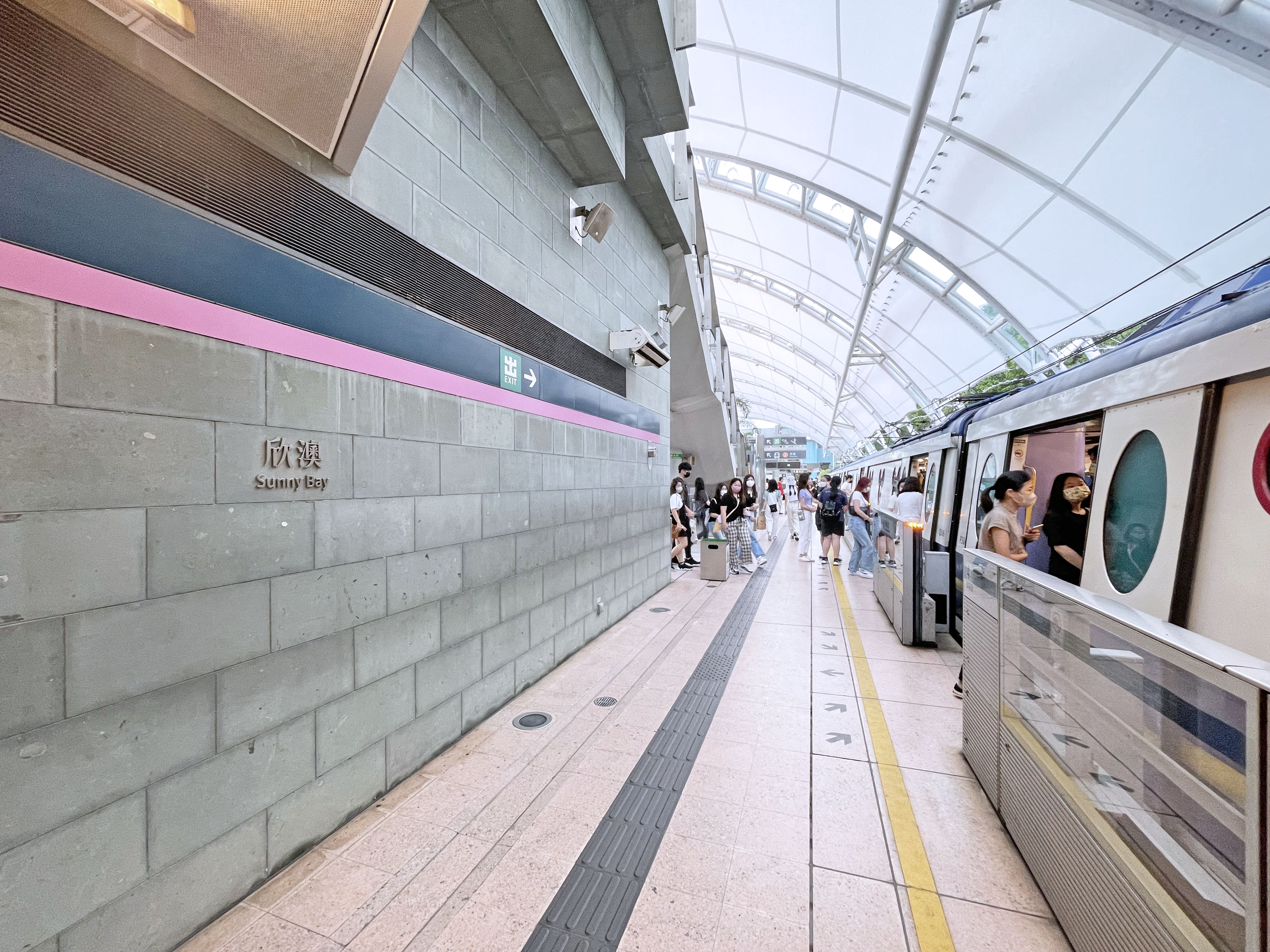
1・3番線島式ホーム
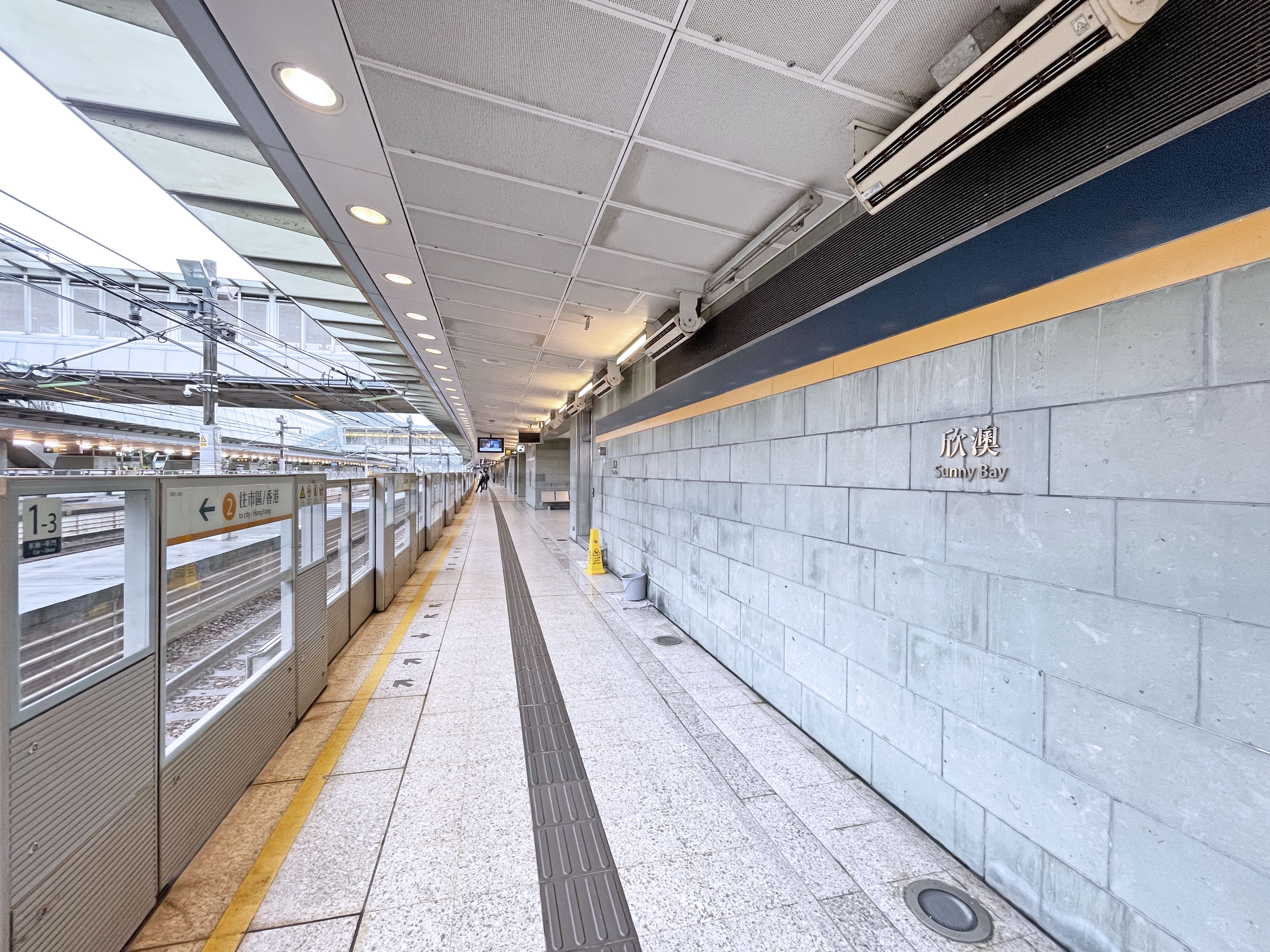
2番線ホーム
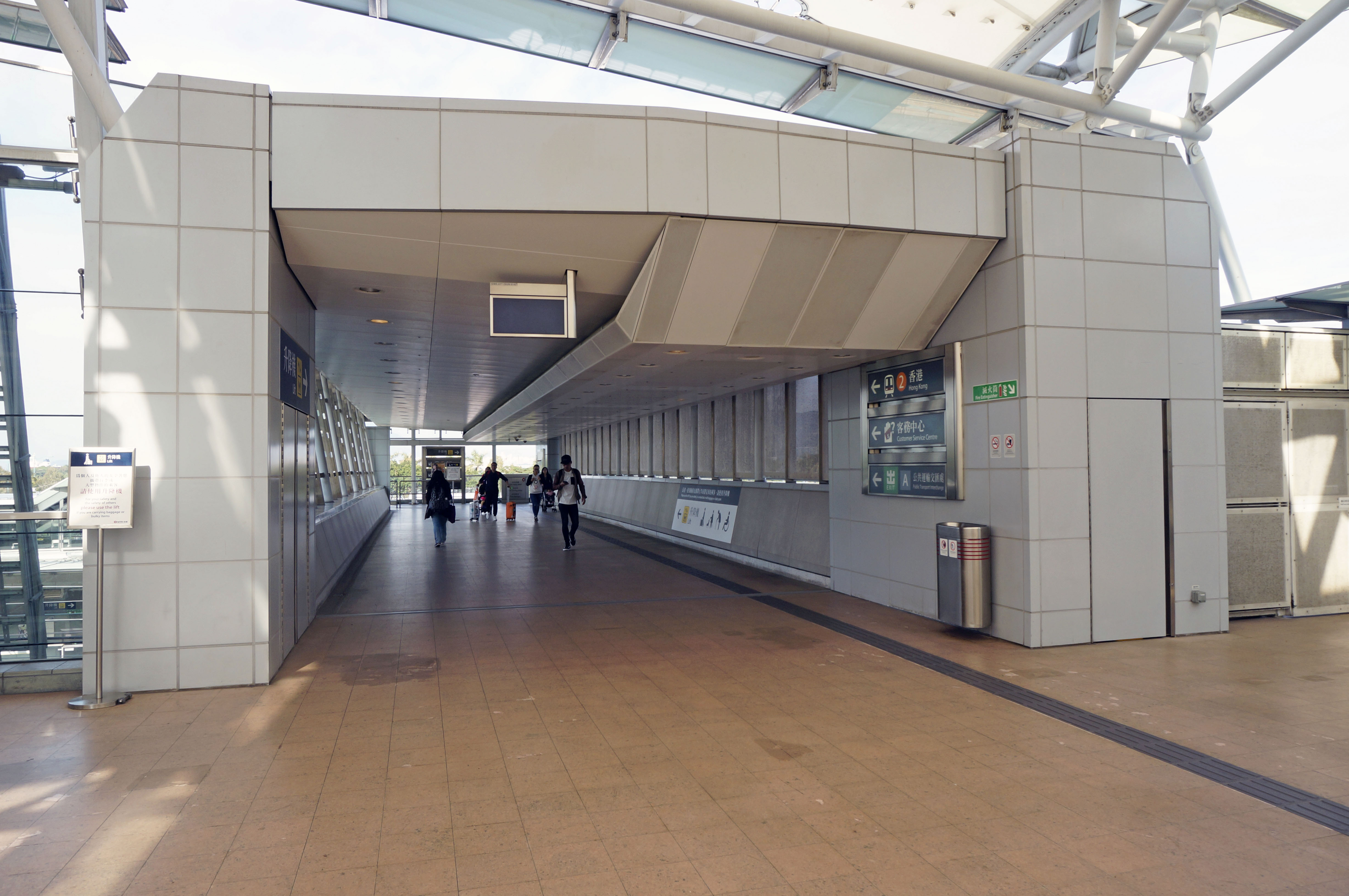
跨線橋
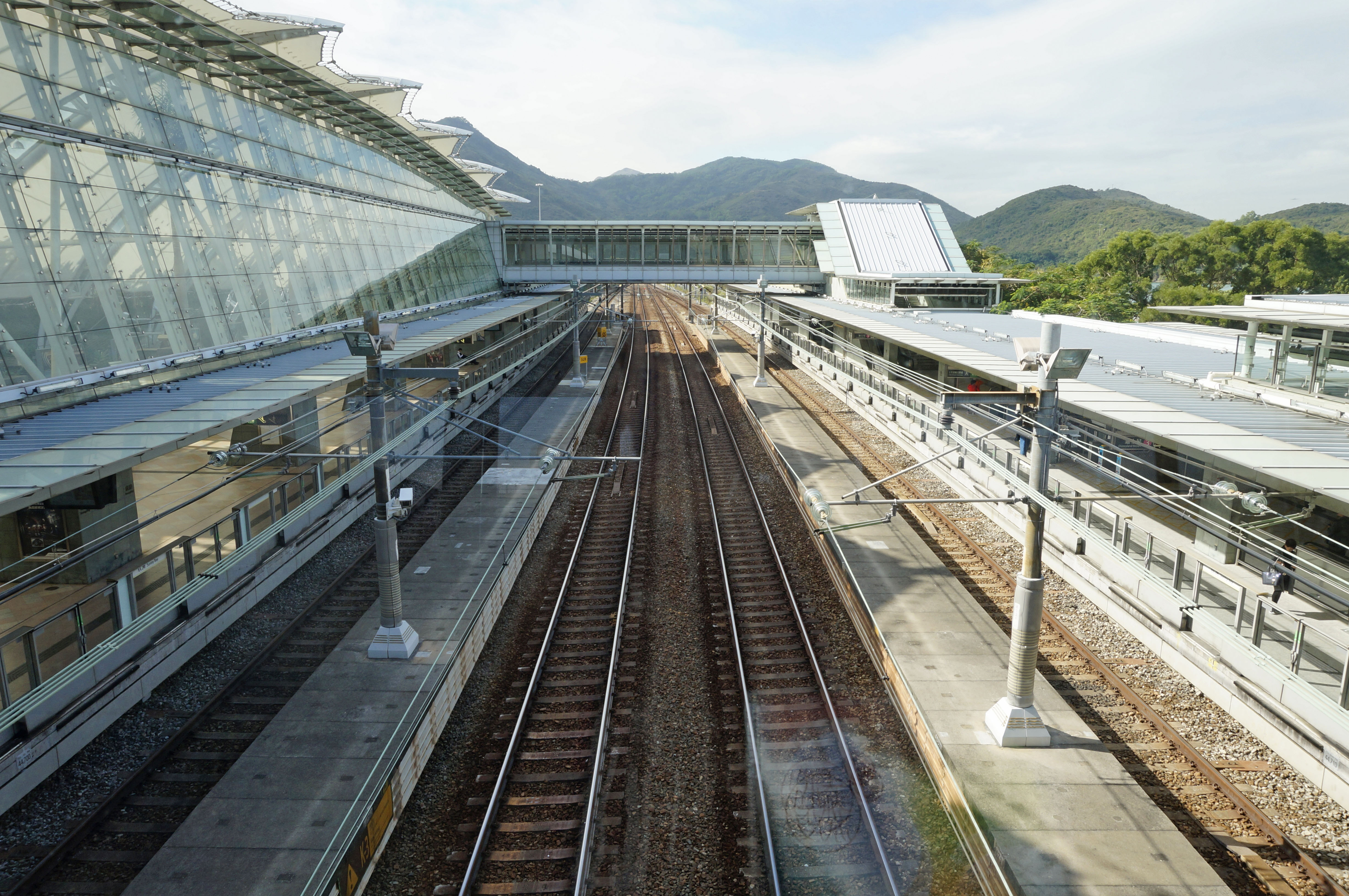
跨線橋から機場快線用通過線を望む
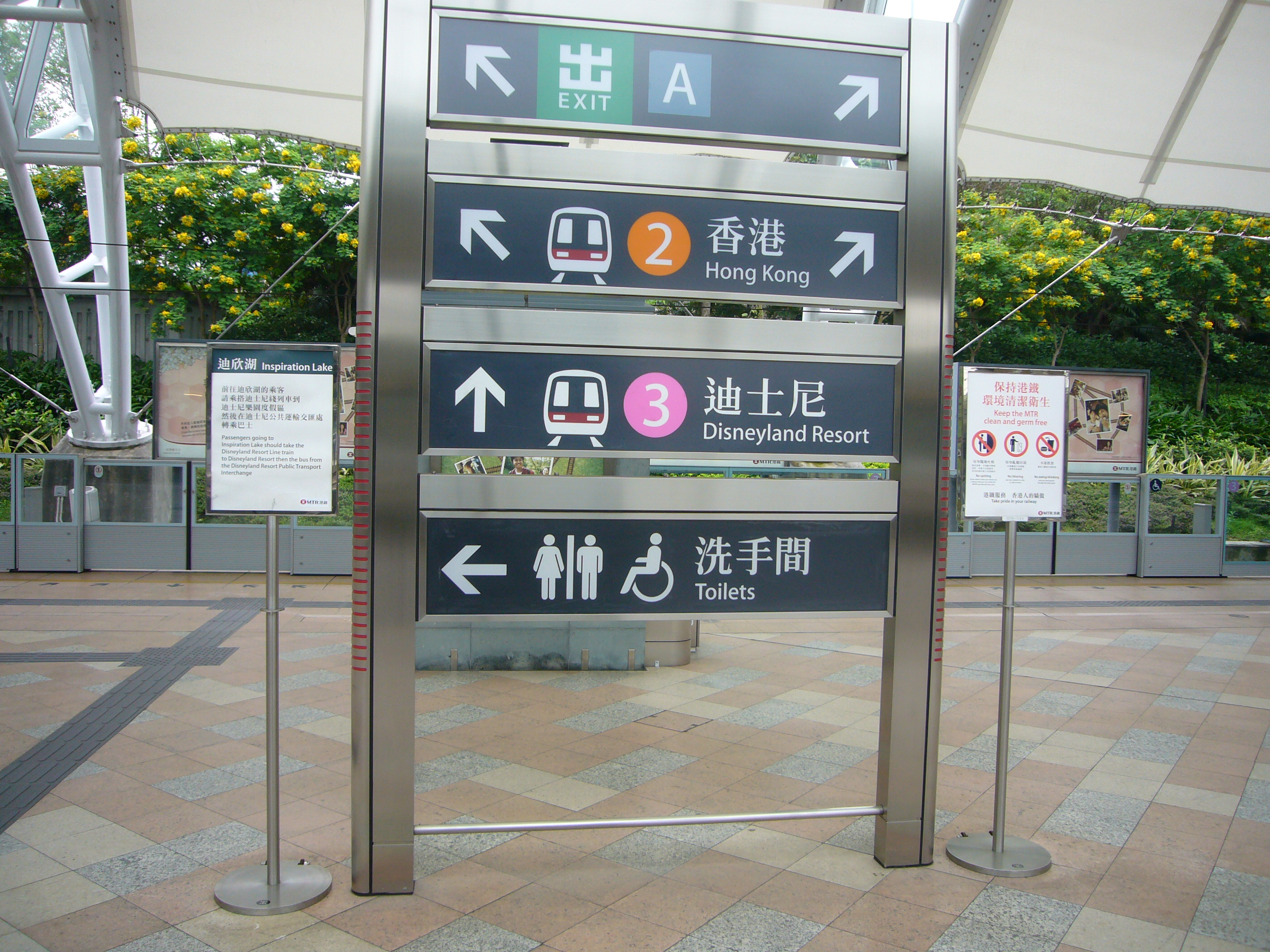
看板

## 利用状況
当駅は香港ディズニーランドへ向かう迪士尼線との乗換駅としての目的で設置されたものであり、駅周辺には住宅や観光施設はなく、建築計画も無いので当駅で下車する客は少ない。 香港ディズニーランドが開業する前は駅の利用客はほとんどいなかった。

## 駅周辺
- 欣澳公共運輸交匯処（中国語版）
- 欣澳道（中国語版）
- 陰澳湾（中国語版、広東語版）

## バス路線
香港のバス
- B5 - 港珠澳大橋香港口岸（中国語版） ⇄ 欣澳駅

ディスカバリー・ベイ住民バス
- DB03P - 欣澳駅 ↔ 愉景北商場
- DB03R - 欣澳駅 ↔ 愉景湾遊艇徑

## 隣の駅
香港鉄路
■東涌線
東涌駅 - 欣澳駅 - 青衣駅
■迪士尼線
欣澳駅 - 迪士尼駅